# Cyprian Bystram
Cyprian Bystram herbu Tarnawa (ur. 6 marca 1889 w Chełmnie, zm. 13 lutego 1961 w Londynie) – pułkownik kawalerii Wojska Polskiego, kawaler Orderu Virtuti Militari.

## Życiorys
Urodził się w rodzinie Kipriana Genricha Wilhelma Bystrama h. Tarnawa (1844–1905) i Olgi Ochramenko (ur. 1859). 2 października 1909 rozpoczął służbę w Armii Imperium Rosyjskiego. W listopadzie 1917 roku, po rewolucji październikowej, na czele szwadronu złożonego z Polaków, wydzielonego z rosyjskiej Samodzielnej Brygady Gwardii, dołączył do I Korpusu Polskiego w Rosji. Dowodzony przez niego pododdział został włączony w skład 3 pułku ułanów, jako pierwszy szwadron i „wyróżniał się nie tylko dziarskością gwardzistów, lecz i zaopatrzeniem, a szczególnie materiałem końskim”.
17 lipca 1920 objął dowództwo 3 pułku ułanów Śląskich. Pułkiem tym dowodził od 9 kwietnia 1919 w zastępstwie pułkownika Strzemieńskiego, któremu powierzano dowodzenie grupami taktycznymi.
15 lipca 1920 został zatwierdzony z dniem 1 kwietnia 1920 roku w stopniu majora kawalerii, w grupie oficerów byłych korpusów wschodnich i byłej armii rosyjskiej. Był wówczas zastępcą dowódcy Pułku Tatarskiego Ułanów im. płk. Mustafy Achmatowicza. 15–16 sierpnia 1920 w bitwie pod Cycowem.
Po zakończeniu działań wojennych pozostał w czynnej służbie na stanowisku dowódcy 3 p.uł w Tarnowskich Górach. Obowiązki dowódcy pułku pełnił do stycznia 1928. 3 maja 1922 został zweryfikowany w stopniu podpułkownika ze starszeństwem z dniem 1 czerwca 1919 i 49. lokatą w korpusie oficerów jazdy. Na liście starszeństwa wyprzedził późniejszych generałów: Władysława Andersa (50. lokata), Mariana Przewłockiego (52. lokata), Zygmunta Podhorskiego (55. lokata), Stefana Jacka Dembińskiego (69. lokata), Adama Korytowskiego (72. lokata) i Romana Abrahama (85. lokata). 1 grudnia 1924 został awansowany do stopnia pułkownika ze starszeństwem z dniem 15 sierpnia 1924 i 9. lokatą w korpusie oficerów kawalerii. 28 stycznia 1928 został mianowany dowódcą XVI Brygady Kawalerii we Lwowie z równoczesnym przeniesieniem do kadry oficerów kawalerii. 12 marca 1929 został członkiem Oficerskiego Trybunału Orzekającego. 15 listopada 1932 został zwolniony z zajmowanego stanowiska z pozostawieniem bez przynależności służbowej i z równoczesnym oddaniem do dyspozycji dowódcy Okręgu Korpusu Nr I w Warszawie. Z dniem 31 marca 1933 został przeniesiony w stan spoczynku. W 1934 pozostawał w ewidencji Powiatowej Komendy Uzupełnień Warszawa Miasto III. Posiadał przydział do Oficerskiej Kadry Okręgowej Nr I. Był wówczas „przewidziany do użycia w czasie wojny”.

## Ordery i odznaczenia
- Krzyż Srebrny Orderu Wojskowego Virtuti Militari nr 5030 – 1921[18]
- Krzyż Oficerski Orderu Odrodzenia Polski
- Krzyż Walecznych trzykrotnie
- Złoty Krzyż Zasługi – 18 lutego 1939[19]
- Krzyż Kawalerski Orderu Legii Honorowej (Francja)
- Medal Zwycięstwa („Médaille Interalliée”) – 1925[20]

## Upamiętnienie
Uchwałą Rady Miejskiej w Tarnowskich Górach z dnia 6 września 2006 jedna z ulic dzielnicy Śródmieście-Centrum nosi imię płk. Cypriana Bystrama.